# Lauri Ikonen

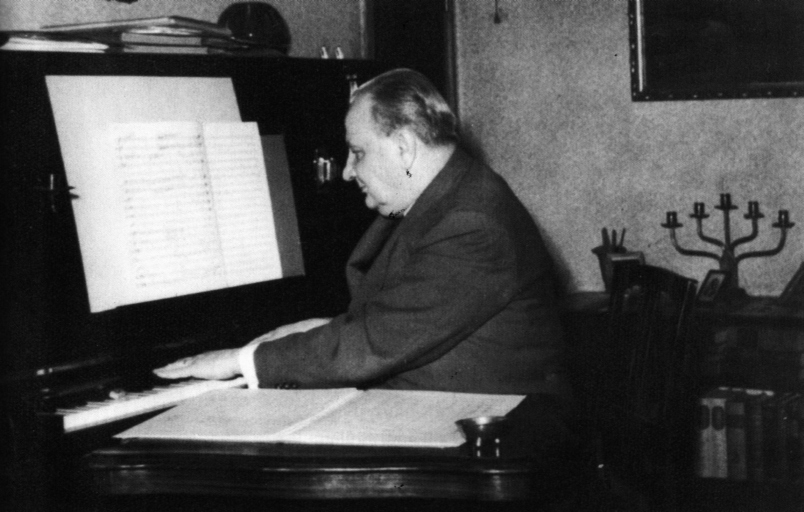
Lauri Ikonen vid piano.

Lauri Ilmari Ikonen, född 10 augusti 1888 i S:t Michel, död 21 mars 1966 i Helsingfors, var en finländsk tonsättare.
Ikonen var son till arkitekten Leander Ikonen samt syster till operasångerskan Hertta Weissman. Ikonen, som var filosofie magister, studerade komposition i Berlin och Paris 1901–13, redigerade Suomen musiikkilehti 1923–29 och grundade 1928 Teosto. Ikonen har komponerat sex symfonier med flera orkesterkompositioner liksom solo- och körsånger. Han erhöll Pro Finlandia-medaljen 1952.

### Uppslagsverk
- Carlquist, Gunnar, red (1932). Svensk uppslagsbok. Bd. 13. Malmö: Svensk Uppslagsbok AB. sid. 907